# Fresnoy-au-Val
Fresnoy-au-Val is een gemeente in het Franse departement Somme (regio Hauts-de-France) en telt 245 inwoners (2005). De plaats maakt deel uit van het arrondissement Amiens.

## Geografie
De oppervlakte van Fresnoy-au-Val bedraagt 8,1 km², de bevolkingsdichtheid is 30,2 inwoners per km².
De onderstaande kaart toont de ligging van Fresnoy-au-Val met de belangrijkste infrastructuur en aangrenzende gemeenten.

## Demografie
Onderstaande figuur toont het verloop van het inwonertal (bron: INSEE-tellingen).